# Wied iż-Żurrieq
Wied iż-Żurrieq (littéralement "Vallée de Zurrieq") est un hameau de la localité de Żurrieq, Malte. Le petit port est le point de départ pour visiter la grotte bleue.